# Bauerntanz zweier Kinder
Bauerntanz zweier Kinder er en tysk stumfilm fra 1895 af Max Skladanowsky og Emil Skladanowsky.